# Phayul.com
Phayul.com is een nieuwswebsite die beheerd wordt in Dharamsala in India. De doelgroep van de website is het Tibetaanse volk, dat vanwege de censuur in China in de praktijk voornamelijk neerkomt op de Tibetanen in ballingschap. Phayul.com is door een Tibetaans balling opgericht in 2001.
De website verzamelt dagelijks nieuws over Tibet en Tibetanen en belicht het nieuws vanuit een Tibetaans standpunt. De website publiceert zowel persberichten als originele nieuwsitems.
De website heeft een forum en geeft online radio-uitzendingen met Tibetaanse muziek.